# Света Богородица Каменско
„Успение Богородично“ или „Света Богородица Каменско“ (на македонска литературна норма: „Света Богородица Каменско“) е православна църква в град Охрид, Северна Македония. Църквата е под управлението на Дебърско-Кичевската митрополия на Македонската православна църква – Охридска архиепископия.
Църквата е разположена в центъра на града над Стария чинар. Смята се, че е изградена в XVII век. Надпис на каменен блок на източната страна отвън показва, че в 1832 година тя е разширена, а друг надпис над южната врата отвътре, че в 1863 - 1864 година я изписва Дичо Зограф, заедно със сина си Аврам Дичов и с Петър Йоанов. В 1924 година фреските са обновени.
Иконостасът в църквата е от 1845 година и е дело на дебърския майстор Димитър Станишев. На царските двери, в долната част са изобразени Св. св. Кирил и Методий, Свети Климент Охридски и Свети Атанасий. На една от престолните икони Успение на Пресвета Богородица, дело на Георги Мануил от 1845 г., се намира надпис, според който част от иконостаса е дело на Христо Цветко. Според надписа, който се намира над лунетата над царските двери, в 1867 г. целият иконостас бил позлатен, а за това платил Стефан Тримче Рекали. Иконостасът е според своята конструкция е поделен на пет хоризонтални полета и целият е изпреплетен с най-различни сцени от флората и фауната на охридското крайбрежие. Горе завършва с два дракона, разпятие и Света Богородица и Свети Йоан Богослов.
В 1991 година е изградена административна сграда. В септември и октомври 2002 година Институтът за защита на паметниците на културата и Народен музей - Охрид извършва чистене и консервация на фреските. На 28 май 2004 година е завръшено изписването на дотогава неизписаната западна страна на църквата. На 15 юни 2004 година е завършено полагането на мрамор гранит на пода, а през декември 2006 година и разширяване на двора.